# El carter sempre truca dues vegades (novel·la)
El carter sempre truca dues vegades (títol original en anglès: The Postman always rings twice) és una novel·la detectivesca de 1934 de l'escriptor estatunidenc James M. Cain. La novel·la va tenir èxit i notorietat després de la seva publicació. Es considera una de les novel·les detectivesques més destacades del segle xx. La barreja de sexualitat i violència de la novel·la va ser sorprenent en el seu temps i va provocar que fos prohibida a Boston.
S'inclou a la llista de les 100 millors novel·les de Modern Library. La novel·la ha estat adaptada al cinema set vegades, de les quals la versió de 1946 es considera una important pel·lícula de cinema negre.
La història té un clar deute amb la novel·la de 1868 d'Émile Zola Thérèse Raquin, que té una trama similar.

## Argument
La història està narrada en primera persona per Frank Chambers, un jove vagabund que s'atura en un restaurant rural de Califòrnia per dinar, i hi acaba treballant. El menjador és gestionat per una dona jove, la Cora, i el seu marit més gran, Nick Papadakis, de vegades anomenat "el grec".
En Frank i la Cora senten una atracció immediata l'un per l'altre i comencen una aventura apassionada. La Cora està cansada de la seva situació, està casada amb un home que no estima i voldria ser la propietària del restaurant. En Frank i la Cora planifiquen assassinar el grec per començar una nova vida junts sense que la Cora perdi el negoci.
Tenen previst colpejar en Nick i fer semblar que va caure i es va ofegar a la banyera. La Cora fa caure en Nick amb un fort cop, però un tall sobtat de llum i l'aparició d'un policia fan que l'intent fracassi. En Nick es recupera i, a causa de l'amnèsia, no sospita que per poc va ser assassinat.
Decidits a matar en Nick, en Frank i la Cora fingeixen un accident de cotxe. En Frank també resulta ferit en l'accident, mentre que la Cora simula ferides lleus i contusions. La fiscalia sospita del que ha passat realment, però no té proves per demostrar-ho. Com a tàctica destinada a aconseguir que la Cora i en Frank s'enfrontin l'un a l'altre, únicament acusa la Cora del delicte de l'assassinat d'en Nick, coaccionant en Frank a signar una denúncia contra ella.
La Cora, furiosa i indignada, insisteix a oferir una confessió completa amb tots els detalls. El seu advocat l'enganya perquè dicti aquesta confessió a un membre del seu equip. La Cora, creient que ha fet la seva confessió, torna a la presó. L'advocat aprofita el temps per manipular les companyies d'assegurances, interessades econòmicament en el judici, perquè el seu detectiu privat es retracti del seu testimoni, que era l'última estratègia de la fiscalia. L'estat es veu obligat a concedir a la Cora un acord de culpabilitat en virtut del qual se li concedeix una suspensió de condemna, sense entrar a la presó.
Després del judici, el restaurant de la Cora va força millor, però la seva relació amb en Frank empitjora. La Cora queda embarassada.
Finalment, es reconcilien, es casen i planifiquen un futur feliç i una família. Llavors la Cora mor en un accident de trànsit mentre en Frank conduïa. El llibre acaba amb en Frank, des del corredor de la mort, resumint els esdeveniments que van seguir, explicant que va ser condemnat erròniament per l'assassinat de la Cora. El text es publicarà després de la seva execució.

## Adaptacions
El carter sempre truca dues vegades s'ha adaptat moltes vegades, com a pel·lícula (set vegades), com a òpera, com a drama radiofònic i com a obra de teatre (dues vegades).
- Le Dernier Tournant , una pel·lícula francesa de 1939 dirigida per Pierre Chenal i protagonitzada per Michel Simon en el paper de Nick.
- Ossessione (Obsessió), una pel·lícula italiana de 1943 dirigida per Luchino Visconti i protagonitzada per Clara Calamai i Massimo Girotti.
- El carter sempre truca dues vegades (1946), una pel·lícula nord-americana protagonitzada per Lana Turner i John Garfield, probablement la més coneguda de les adaptacions cinematogràfiques.
- Cronaca di un amore, el primer llargmetratge de 1950 de Michelangelo Antonioni es va inspirar en part en El carter sempre truca dues vegades.
- Porto das Caixas, pel·lícula brasilera de 1962 dirigida per Paulo César Saraceni i protagonitzada per Irma Alvarez.[4]
- Chair de Poule, una pel·lícula francesa de 1963 dirigida per Julien Duvivier, basada en la novel·la de 1960 Come Easy—Go Easy de James Hadley Chase, els elements clau de la trama van ser agafats sense permís d'El carter sempre truca dues vegades.
- El carter sempre truca dues vegades (1981), una pel·lícula nord-americana d'un guió de David Mamet, dirigida per Bob Rafelson, amb Jack Nicholson i Jessica Lange.
- El carter sempre truca dues vegades, una òpera de 1982 amb un llibret adaptat de la novel·la de Colin Graham i música de Stephen Paulus.
- The Postman Always Rings Twice, adaptat com a drama radiofònic de la BBC el 1993 per Shaun McKenna i el 2013 per Charlotte Greig
- The Postman Always Rings Twice, una obra de teatre adaptada per Andrew Rattenbury, dirigida per Lucy Bailey i protagonitzada per Val Kilmer.
- Szenvedély ("Passió"), una adaptació cinematogràfica hongaresa de 1998.
- Buai laju-laju, una adaptació cinematogràfica a Malàisia del 2004 d'U-Wei Haji Saari.
- Jerichow, una adaptació cinematogràfica alemanya del 2008, ambientada en una petita ciutat de l'estat oriental de Saxònia-Anhalt
- Почтальон всегда звонит дважды (пьеса) (El carter sempre truca dues vegades), una obra de teatre de 2008 escrita i dirigida per Alexandre Marine i protagonitzada inicialment per Kirill Safonov, substituïda posteriorment per Daniil Strahov al Mestre Theater de Moscow.[5]
- En un episodi de Barri Sèsam, una història curta titulada El carter sempre truca dues vegades apareix en un segment. Però a diferència de la novel·la original, la trama pren el títol de manera més literal. En ell, Grover espera desesperadament que vingui el carter, però en canvi, altres persones del servei arriben trucant a diferents números.